# پاتر (کنزاس)
پاتر (به انگلیسی: Potter) یک منطقهٔ مسکونی در ایالات متحده آمریکا است که در شهرستان اچیسون، کانزاس واقع شده‌است. پاتر ۲۹۴٫۱۴ متر بالاتر از سطح دریا واقع شده‌است.